# Turmhügel Aignhof
Der Turmhügel Aignhof ist der Rest einer abgegangenen Höhenburg vom Typus einer Turmhügelburg (Motte) auf 485 m ü. NHN bei dem Gehöft Aignhof in der Nähe des Ortes Rimbach im Oberpfälzer Landkreis Cham in Bayern. Der Burgstall wird als Bodendenkmal unter der Aktennummer D-3-6743-0096 als „mittelalterlicher Turmhügel“ geführt.
Von der ehemaligen ovalen Mottenanlage sind noch Reste des Turmhügels sowie Wall- und Grabenreste erhalten.